# Итон Манор
Итон Манор (енгл. Eton Manor) је спортски и рекреативни комплекс у Лондону, у општини Волтам Форест. Налази се у најсевернијем делу Олимпијског парка и на том подручју ће се одржавати припреме такмичара у воденим спортовима.
У оквиру комплекса који обухвата површину од 27 ари налазе се три олимпијска базена (дужина 50 м) на којима ће тренирати пливачи, и мањи базени на којима ће тренирати ватерполисти и такмичарке у синхроном пливању.
Након игара на ову локацију ће бити измештени терени за хокеј на трави, који се током игара налазе јужније, у Ривербанк арени.
Име комплекса потиче од оближњег Итонског колеџа. Након Игара парк се враћа под управу Lee Valley Regional Park Authority.